# 凯蒂·布曼

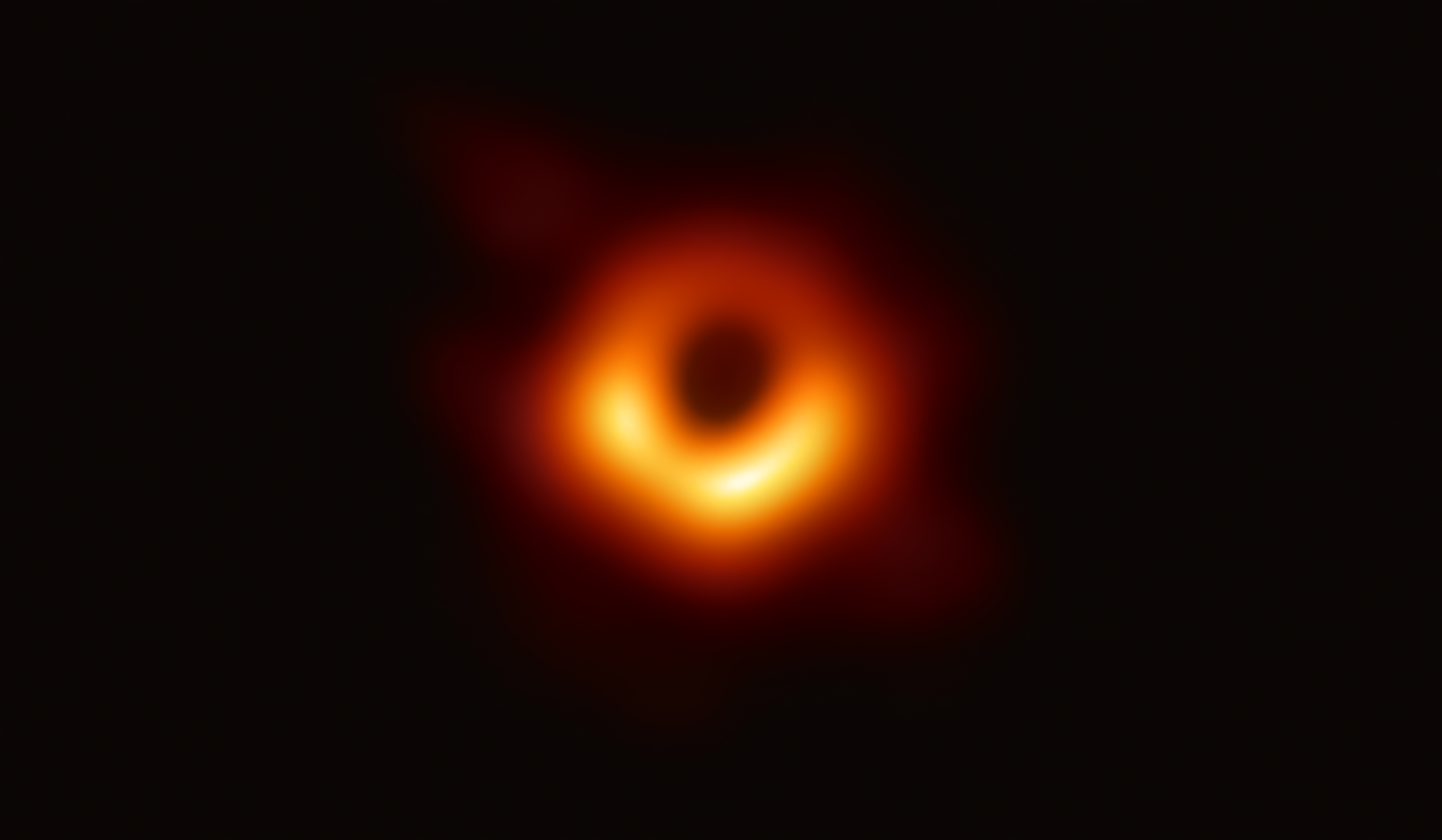
世界首张黑洞照片，由视界望远镜捕获数据，并于2019年4月发布

凯蒂·路易丝·布曼（英語：Katherine Louise Bouman），是一名加州理工学院的计算机科学副教授。她从事图形处理的研究工作；并曾负责制作图形算法，用视界望远镜的数据成像了世界上首张黑洞图。

## 早期生涯
布曼来自美国印第安纳州。2007年，当时还是西拉法叶中学（位于印第安纳州西拉法叶）的一名高中生的她首次听说了视界望远镜。之后她考入密歇根大学学习电气工程，并以最高荣誉身份（英語：Summa Cum Laude）毕业。之后她进入麻省理工学院，并相继获得了电气工程硕士学位与博士学位。此外她还是麻省理工学院海斯塔克天文台研究员，并获得了美国国家科学基金会研究生奖学金的资助。她的硕士论文《动态观察评估织物的材料性能》（英語：Estimating Material Properties of Fabric through the observation of Motion），获得了恩斯特·吉尔明奖——最佳硕士论文。布曼毕业后进入哈佛大学，成为视界望远镜成像小组的博士后研究员。2017年，布曼参加了TED演讲，主题为《如何拍摄黑洞的照片》（英語：How to Take a Picture of a Black Hole）。

## 研究事业
布曼研发了一套算法，名为利用补丁先验进行连续高分辨率图像重建系统（英語：Continuous High-resolution Image Reconstruction using Patch priors），或简称CHIRP。该算法用于对梅西耶87星系内的超重黑洞成像。
2019年4月，布曼在麻省理工学院发表了首个用于合成黑洞图像的算法，该算法对了解强场区域中的广义相对论提供了计算支持。她提出了一个重要理论：黑洞会留下热气体的背景阴影；这一理论及工作填补了世界各地望远镜的数据空白，她也因此负责领导视界望远镜“图像验证和成像参数选择”的工作。
2019年，布曼加入加州理工学院，担任助理教授，从事图形成像的新系统研究。